# 台东街道
台东街道是中国山东省青岛市市北区下辖的一个街道。

## 行政区划
现辖：
威海路社区、大名路社区、沈阳路社区、新华里社区、台东六路社区、芙蓉路社区和威海路步行街社区。